# Neocompsa cylindricollis
Neocompsa cylindricollis är en skalbaggsart som först beskrevs av Fabricius 1798.  Neocompsa cylindricollis ingår i släktet Neocompsa och familjen långhorningar.
Artens utbredningsområde är:
- Guadeloupe.
- Venezuela.
- Dominica.
- Martinique.

Inga underarter finns listade i Catalogue of Life.